# منطقة بارنت في لندن
منطقة بارنت في لندن (/ˈbɑːrnɪt/ ) هي منطقة سلطة محلية تقع على المشارف الشمالية لمدينة لندن. وقد تم تشكيل البلدة في عام 1965 من أجزاء من المقاطعات الاحتفالية ميدلسكس وهيرتفوردشاير. وهي ثاني أكبر منطقة في لندن من حيث عدد السكان حيث بلغ عدد سكانها 389.344 نسمة اعتبارًا من عام 2021 مما يجعلها أيضًا المنطقة السابعة عشر من حيث الحجم في إنجلترا. وتغطي البلدة مساحة قدرها 86.74 كيلومتر مربع (33 ميل2) رابع أعلى منطقة من بين أحياء لندن الـ 32 وتبلغ الكثافة السكانية بها 45.8 شخصًا لكل هكتار مما يجعلها في المرتبة الـ25.
تحد بارنت منطقة هيرتفوردشاير في هيرتسيمير من الشمال وخمسة أحياء أخرى في لندن: كامدن وهارينجي من الجنوب الشرقي وإنفيلد من الشرق بالإضافة إلى هاروو وبرينت إلى الغرب من شارع واتلينج القديم (الآن طريق A5). المستوطنات الحضرية الرئيسية في البلدة هي هندون وفينشتلي وجولديرز جرين وفرييرن بارنت وتشيبينج بارنت وويتستون وإيدجوير وهناك أيضًا مستوطنات قروية ولا سيما توتيريدج وأركلي إلى جانب المناطق الريفية والجزء الريفي من الحزام الأخضر.
السلطة المحلية هي مجلس منطقة بارنت لندن الذي يجتمع في قاعة بلدية هندون ولديه مكاتبه الرئيسية في كوليندال.

## التاريخ
تتمتع المنطقة التي تغطيها البلدة الحديثة بتاريخ طويل. وقد تم العثور على أدلة على تصنيع الفخار الروماني في القرن الأول في بروكلي هيل وتم العثور على عملات رومانية من القرنين الثالث والرابع في بيرنت أوك. ويقع كلا الموقعين على الطريق الروماني واتلينغ ستريت من لندن (لندينيوم) إلى سانت ألبانز (فيرولاميوم) والذي يشكل الآن الحدود الغربية للبلدة.
تم ذكر هندون في كتاب دومسداي لعام 1086 ولكن لم يتم الإشارة إلى مناطق بارنت وإيدجوير وفينشتي ربما لأن هذه المناطق كانت مدرجة في قصور أخرى.
في عام 1471 دارت معركة بارنت في مونكين هادلي ضمن حدود البلدة الحالية. وكان هذا هو المكان الذي قتل فيه جنود يوركست بقيادة الملك إدوارد الرابع "صانع الملوك" ريتشارد نيفيل إيرل واريك وشقيقه جون نيفيل ماركيز مونتاغو الأول.

### التاريخ الإداري
تم إنشاء منطقة حكومية محلية تسمى بارنت في عام 1863 لتغطي بلدة بارنت والمعروفة أيضًا باسم تشيبينج بارنت. كما تم إنشاء مثل هذه المناطق لاحقًا أيضًا لإيست بارنت فالي في عام 1874 فينشلي في عام 1878 هندون في عام 1879 وفريرن بارنيت في عام 1883. وكانت كل من بارنت ووادي بارنت الشرقي يقعان في هيرتفوردشاير وميدلسكس حتى عام 1889 ذلك عندما تم وضعهما بالكامل في هيرتفوردشاير؛ وكانت هندون وفينشلي وفرييرن بارنت جميعها في ميدلسكس.
تم تحويل جميع المقاطعات الخمس إلى مقاطعات حضرية بموجب قانون الحكومة المحلية لعام 1894. كما تم توسيع بارنت في عام 1914 لاستيعاب توتيريدج وتم توسيع هندون في عام 1931 لاستيعاب إدجوير. وقد تم إنشاء هندون كبلدية في عام 1932 كما حدث مع فينشلي في عام 1933. وتمت إعادة تسمية وادي إيست بارنت فالي إلى إيست بارنت في عام 1935.
تم إنشاء البلدة الحديثة في عام 1965 بموجب قانون حكومة لندن لعام 1963 والذي يغطي المنطقة المشتركة للبلدات السابقة فينشتلي وهيندون والمناطق الحضرية في بارنت وإيست بارنت وفرييرن بارنت. كما تم نقل المنطقة من ميدلسكس وهيرتفوردشاير إلى لندن الكبرى لتصبح واحدة من أحياء لندن الـ 32.
لم يتضمن قانون عام 1963 اسمًا للبلدة الجديدة. ثم اقترحت لجنة مشتركة من المجالس التي من المقرر دمجها اسم "نورثجيت" أو "نورثرن هايتس". وفي النهاية اختار كيث جوزيف وزير الإسكان والحكومة المحلية مدينة بارنت. اسم المكان بارنت مشتق من الكلمة الإنجليزية القديمة bærnet والتي تعني "الأرض التي تم تطهيرها بالحرق". وقد كانت منطقة بارنت الحضرية القديمة هي الأقل اكتظاظًا بالسكان بين المناطق الخمس السابقة في تعداد عام 1961؛ حيث كان ما يقرب من نصف سكان البلدة الجديدة يعيشون في بلدة هندون القديمة.
عندما تم إنشاء البلدة الحالية كانت تشمل جزءًا من إلستري. وفي الأول من أبريل عام 1993 تم تغيير الحدود الشمالية لبارنت وتم نقل بعض أجزائها الشمالية الأكثر ريفية بما في ذلك إلستري إلى هيرتفوردشاير (ومنطقتها هيرتسيمير).

## الحوكمة

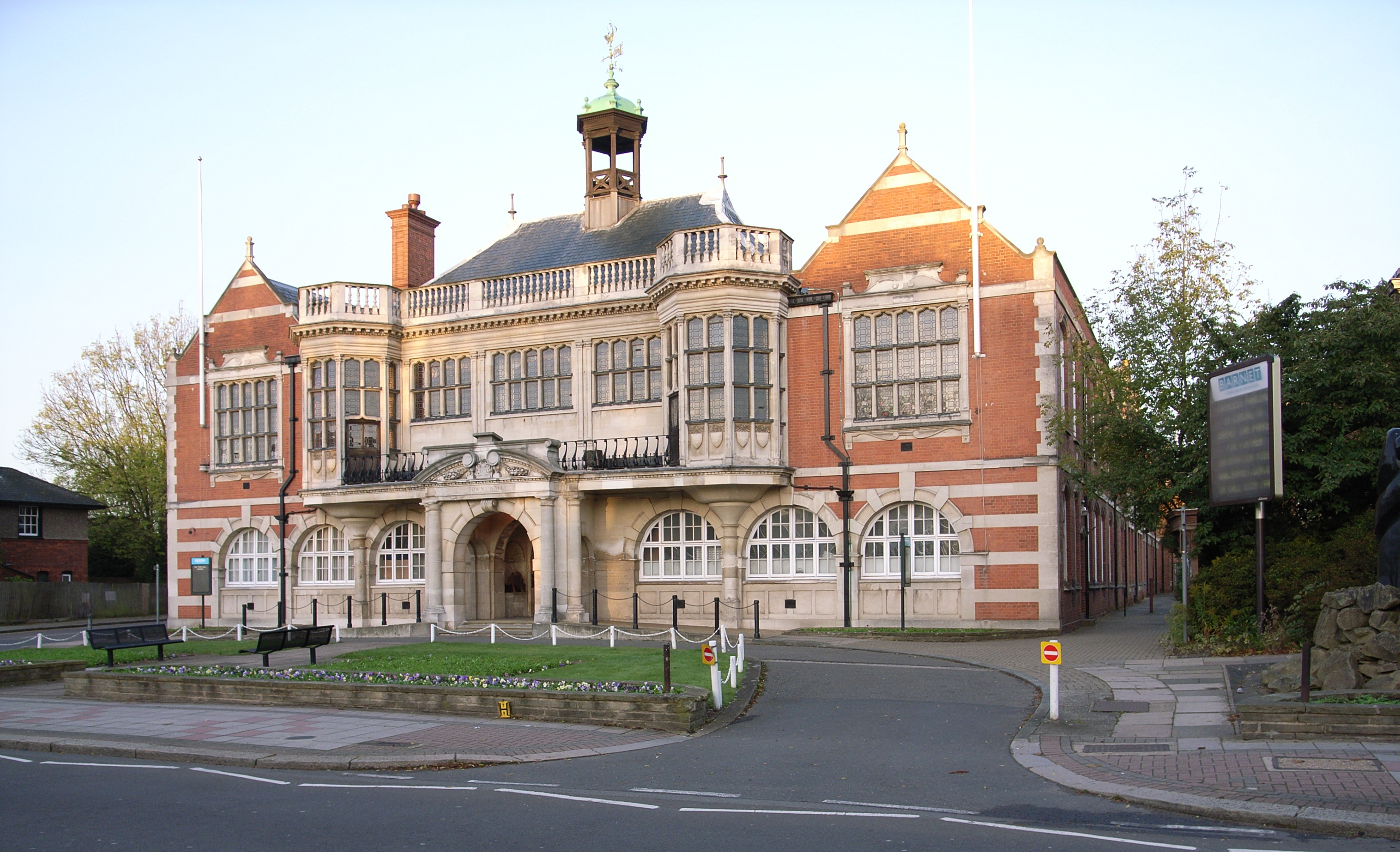
قاعة بلدية هندون مكان اجتماع مجلس بارنت

السلطة المحلية هي مجلس بارنت والذي يجتمع في قاعة بلدة هندون ولديه مكاتبه الرئيسية في 2 شارع بريستول في منطقة كوليندال في البلدة.

### تمثيل لندن الكبرى
بالنسبة لانتخابات مجلس لندن الكبرى شكلت البلدة قسم بارنت الانتخابي وانتخبت أربعة أعضاء. وفي عام 1973 تم تقسيمها إلى عضو واحد: تشيبينج بارنت وفينشلي وهندون نورث وهندون ساوث. كما تم إلغاء مجلس لندن الكبرى في عام 1986.
منذ عام 2000 يتقاسم مجلس بارنت مع 31 منطقة أخرى في لندن ومؤسسة مدينة لندن صلاحيات الحكومة المحلية مع سلطة لندن الكبرى. وتغطي دائرة بارنت وكامدن في جمعية لندن منطقة بارنت في لندن ومنطقة كامدن في لندن ويمثلها في جمعية لندن عضو واحد في الجمعية.
| سنة | سنة  | عضو          | حزب   |
| --- | ---- | ------------ | ----- |
|     | 2000 | بريان كولمان | محافظ |
|     | 2012 | أندرو ديزمور | تَعَب   |
|     | 2021 | آن كلارك     | تَعَب   |

### الدوائر الانتخابية البرلمانية
يتم تمثيل سكان منطقة بارنت في لندن في وستمنستر من قبل أعضاء البرلمان لثلاث دوائر انتخابية برلمانية. ويمثل حزب العمال جميع النواب الثلاثة منذ عام 2024 وهو ما أدى إلى إلغاء ثلاثة نواب محافظين سابقين.
يمثل تشيبينج بارنت دان توملينسون. وتمثل سارة ساكمان شركة فينشتي وجولديرز جرين. ويمثل ديفيد بينتو دوشينسكي هيندون والذي سيكون في عام 2024 المقعد الأقل تهميشًا لحزب العمال في البلاد بأغلبية 15 صوتًا.

## الجغرافيا

خريطة موقع بارنت

تغطي المنطقة مجموعة من التلال على الحافة الشمالية لحوض لندن. وتتكون الطبقة الصخرية من الطباشير والتي تغطيها الطين. فبعض التلال تشكلت من الطمي الجليدي الذي ترسبت عند أقصى امتداد للأنهار الجليدية أثناء العصر الجليدي الأنجليزى.
نمط الاستيطان متنوع إلى حد ما.
في شمال البلدة على الجانب الشرقي يوجد بارنت والمعروف أيضًا باسم هاي بارنت أو تشيبينج بارنت وتوتيريدج وويتستون. أما في الشمال على الجانب الغربي يوجد إدجوير وميل هيل. والجزء الشمالي الأوسط من البلدة هو ريفي إلى حد كبير. كما يرجع هذا التقسيم إلى حد كبير إلى نمو الجانب الشرقي حول ما يُعرف الآن بفرع هاي بارنت أندر غراوند من الخط الشمالي. وقد نما الجانب الغربي حول خط السكة الحديدية ميدلاند وما يُعرف الآن بفرع إدجوير من الخط الشمالي.
إلى الجنوب وحول مركز البلدة أصبح التطوير أكثر كثافة بشكل مطرد حول ضواحي كريكلوود وكولينديل وهيندون وفينشلي. كما تشتهر جولدرز جرين بسكانها من الأقليات العرقية اليهودية وتشكل جزءًا من جنوب البلدة جنبًا إلى جنب مع ضاحية هامبستيد جاردن وتشايلدز هيل.
يقع جزء كبير من البلدة ضمن الحزام الأخضر الحضري وتحتوي على العديد من الحدائق والمساحات المفتوحة. بالإضافة إلى ذلك هناك مناطق واسعة استولت عليها المقابر وملاعب الجولف وجزء من هامبستيد هيث وامتداد هامبستيد هيث ومنتزه جولديرز هيل. حيث يصف بارنت مساحاته المفتوحة الرئيسية الستة عشر بأنها "حدائق متميزة" وقد حصلت تسعة منها على جائزة العلم الأخضر لعامي 2008 و2009:
تحتوي البلدة على سبعة وستين موقعًا مهمًا للحفاظ على الطبيعة وثمانية محميات طبيعية محلية وهي مسؤولة بشكل مشترك مع بلدية برينت في لندن عن خزان ويلش هارب (برينت) وهو موقع ذو أهمية علمية خاصة. وقد تم إدراجها ضمن المحميات الطبيعية في بارنت.

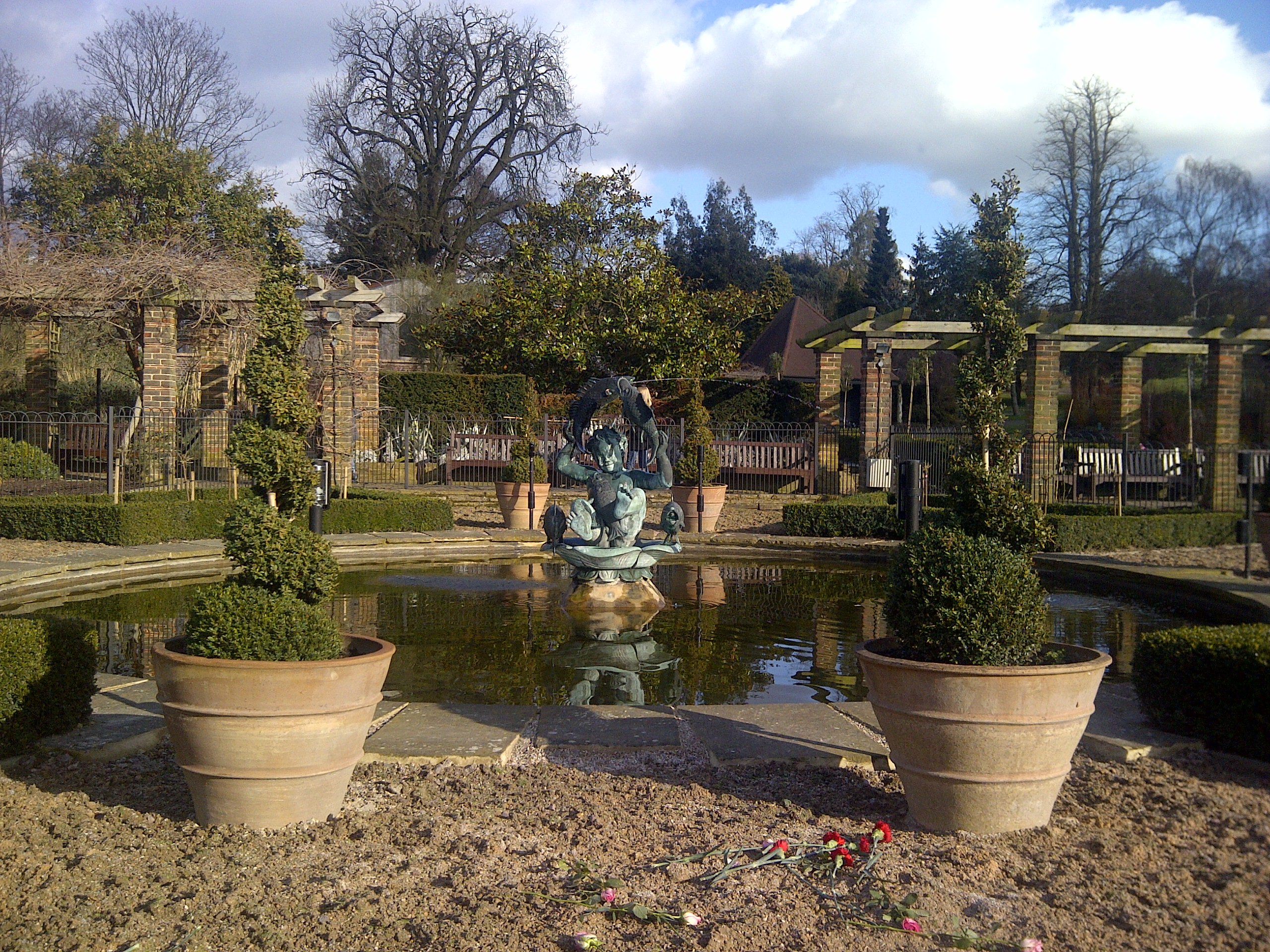
حديقة جولدرز هيل في بارنت

ويشكل الطريق إيه 5 (طريق إدجوير) الحدود بين بارنت ومنطقتي برنت وهارو مع استثناء منطقة ويست هندون وجزء من ويلش هارب.

## المعالم
تحتوي بارنت على مبنيين مدرجين من الدرجة الأولى كلاهما صممهما إدوين لوتينز: كنيسة القديس جود وكنيسة الرعية في ضاحية هامبستيد جاردن ذات البرج القوطي وعلى الجانب المقابل من الساحة المركزية الكنيسة الحرة ذات التصميم المماثل ولكن بقبة خرسانية.
متحف القوات الجوية الملكية هو متحف كبير متعدد المباني تم بناؤه على جزء من موقع مطار هندون وهو مخصص لتاريخ الطيران والقوات الجوية الملكية البريطانية على وجه الخصوص.
متحف مزرعة الكنيسة على تل جرايهوند في هندون هو مزرعة من القرن السابع عشر مدرجة من الدرجة الثانية* استخدمها مجلس بارنت كمساحة للعرض ومتحف حتى أغلقها المجلس لتوفير المال في 31 مارس 2011. وفي أوائل عام 2014 تم تصنيفها على أنها "عُرضة للخطر" من قبل هيئة التراث الإنجليزي بعد أن ظلت مهجورة لمدة ثلاث سنوات تقريبًا. ويضم الآن وحدات من جامعة ميدلسكس.
كان مستشفى فرايرن مستشفى نفسيًا كبيرًا في العصر الفيكتوري يقع في فرايرن بارنت والذي تم تحويله إلى شقق باهظة الثمن.

## رياضة
تعد البلدة تقليديًا موطنًا لنادي كرة قدم محترف نادي بارنت وأندية كرة القدم من خارج الدوري وينغيت آند فينشلي وهندون إف سي. ولندن ليونز و إدجوير تاون. ينجيت هو آخر هؤلاء الذين لديهم أرض منزلية في المنطقة. ويلعب هندون وإدجوير في منطقة برنت،وبارنت إف سي. يلعب في حي هارو.
منذ عام 2013 أصبح نادي ساراسينز إف سي للرجبي يعتبر بارنت هو موطنه حيث يلعب مبارياته في ملعب ستونكس في بارنيت كوبثال والذي كان في السابق ملعبًا رياضيًا مجتمعيًا ولا يزال يستخدم بهذه الصفة بفضل استخدام ساراسنز للمدرجات المتحركة لمبارياته. وبالإضافة إلى المرافق الرياضية يضم المجمع أيضًا حمام سباحة.

## التركيبة السكانية
في عام 1801 بلغ إجمالي عدد سكان الأبرشيات المدنية التي تشكل البلدة الحديثة 6404 نسمة؛ وكانت المنطقة تتميز بالزراعة والغابات — مع وجود مستوطنات بشكل رئيسي حول طريق الشمال العظيم. وبحلول عام 1830 تم إنشاء طريق سريع جديد هو طريق فينشتي وتم تقديم الحافلات التي تجرها الخيول. فارتفع عدد السكان بشكل كبير مع وصول الترام والسكك الحديدية في منتصف القرن التاسع عشر، وتم بناء عقارات جديدة لإيواء المسافرين. ومع انتقال الصناعة بعيدًا عن لندن خلال ستينيات القرن العشرين بدأ عدد السكان في مرحلة من الانحدار وقد بدأ هذا الانحدار في الانعكاس مع تطورات الإسكان الجديدة في المواقع المهجورة.

الهرم السكاني لمدينة بارنت في عام 2021

وفقًا لتعداد عام 2001 بلغ عدد سكان البلدة آنذاك 314,564 نسمة على الرغم من أن أحدث توقعات مكتب الإحصاء الوطني لعام 2008 تشير إلى 331,500 نسمة. 67% من أصحاب المنازل هم من مالكي المنازل. وقد وصف 47.3% من الأشخاص أنفسهم بأنهم مسيحيون بينما تشكل اليهود مجموعة بنسبة 14.8% وهي أعلى نسبة في أي منطقة حكومية محلية في المملكة المتحدة. وجاء في المرتبة الثالثة الأشخاص الذين قالوا إنهم لا ينتمون إلى أي دين بنسبة 12.8%. بينما ينتمي ما يزيد قليلاً على ربع السكان إلى مجموعات عرقية غير بيضاء مقابل 18% في تعداد عام 1991. و12.3% كانوا من الآسيويين و6.0% من السود. كما كان عدد السكان الصينيين في منطقة بارنت هو الأكبر بين جميع أحياء لندن في عام 2001 حيث بلغ 6379 نسمة.
اعتبارًا من عام 2011 بلغت نسبة سكان المنطقة الذين تزيد أعمارهم عن 65 عامًا 13.3% - سادس أعلى نسبة بين مناطق لندن. ويبلغ عدد السكان الذين تزيد أعمارهم عن 65 عامًا 47400 نسمة وهو ثاني أعلى عدد بعد بروملي. وهي النسبة الأعلى في المملكة المتحدة. و41.2% يعتبرون أنفسهم مسيحيين و16.1% ليس لديهم دين.
ويوضح الجدول التالي المجموعة العرقية للمشاركين في تعداد عامي 2001 و2011 في بارنت.

### العِرق

التركيبة العرقية لبارنت حسب الأعمار السنوية في عام 2021

| المجموعة العرقية                            | السنة          | السنة          | السنة          | السنة          | السنة          | السنة          | السنة        | السنة        | السنة        | السنة        | السنة        | السنة        | السنة        | السنة        |
| المجموعة العرقية                            | 1966 التقديرات | 1966 التقديرات | 1971 التقديرات | 1971 التقديرات | 1981 التقديرات | 1981 التقديرات | 1991 التعداد | 1991 التعداد | 2001 التعداد | 2001 التعداد | 2011 التعداد | 2011 التعداد | 2021 التعداد | 2021 التعداد |
| المجموعة العرقية                            | الرقم          | %              | الرقم          | %              | الرقم          | %              | الرقم        | %            | الرقم        | %            | الرقم        | %            | الرقم        | %            |
| ------------------------------------------- | -------------- | -------------- | -------------- | -------------- | -------------- | -------------- | ------------ | ------------ | ------------ | ------------ | ------------ | ------------ | ------------ | ------------ |
|                                             |                |                |                |                |                |                |              |              |              |              |              |              |              |              |
| البيض: المجموع                              |                | 97.5%          | –              | 94.4%          | 247,854        | 87.2%          | 239,549      | 81.6%        | 232,868      | 74.03%       | 228,553      | 64.13%       | 224,762      | 57.8%        |
| البيض: بريطانيين                            | –              | –              | –              | –              | –              | –              | –            | –            | 188,301      | 59.86%       | 162,117      | 45.49%       | 140,777      | 36.2%        |
| البيض: الإيرلنديون                          | –              | 3.3%           | –              | –              | –              | –              | –            | –            | 10,545       | 3.35%        | 8,685        | 2.44%        | 7,644        | 2.0%         |
| البيض: المسافر الغجري أو الأيرلندي          | –              | –              | –              | –              | –              | –              | –            | –            | –            | –            | 151          | 0.04%        | 179          | 0.0%         |
| البيض: روما                                 | –              | –              | –              | –              | –              | –              | –            | –            | –            | –            | –            | –            | 1,554        | 0.4%         |
| البيض: آخر                                  | –              | –              | –              | –              | –              | –              | –            | –            | 34,022       | 10.82%       | 57,600       | 16.16%       | 74,608       | 19.2%        |
| آسيويون أو آسيويون بريطانيون: المجموع       | –              | 1.5%           | –              | –              | –              | –              | 37,553       | 12.8%        | 45,174       | 14.36%       | 65,918       | 18.50%       | 74,972       | 19.2%        |
| آسيويون أو آسيويون بريطانيون: هندي          | –              | –              | –              | –              | –              | –              | 21,572       |              | 27,130       | 8.62%        | 27,920       | 7.83%        | 30,389       | 7.8%         |
| آسيويون أو آسيويون بريطانيون: باكستاني      | –              | –              | –              | –              | –              | –              | 2,297        |              | 3,965        | 1.26%        | 5,344        | 1.50%        | 6,687        | 1.7%         |
| آسيويون أو آسيويون بريطانيون: بنغلاديشي     | –              | –              | –              | –              | –              | –              | 1,180        |              | 1,448        | 0.46%        | 2,215        | 0.62%        | 2,873        | 0.7%         |
| آسيويون أو آسيويون بريطانيون: صيني          | –              | –              | –              | –              | –              | –              | 3,895        |              | 6,379        | 2.03%        | 8,259        | 2.32%        | 9,434        | 2.4%         |
| آسيويون أو آسيويون بريطانيون: آسيويون أخرون | –              | –              | –              | –              | –              | –              | 8,609        |              | 6,252        | 1.99%        | 22,180       | 6.22%        | 25,589       | 6.6%         |
| السود أو بريطانيون أفارقة: المجموع          | –              | 1%             | –              | –              | –              | –              | 10,472       | 3.5%         | 18,859       | 6.00%        | 27,431       | 7.70%        | 30,651       | 7.9%         |
| السود أو بريطانيون أفارقة: الأفريقي         | –              | 0.6%           | –              | –              | –              | –              | 6,042        |              | 13,651       | 4.34%        | 19,392       | 5.44%        | 22,670       | 5.8%         |
| السود أو بريطانيون أفارقة: الكاريبي         | –              | 0.4%           | –              | –              | –              | –              | 2,969        |              | 4,113        | 1.31%        | 4,468        | 1.25%        | 4,951        | 1.3%         |
| السود أو بريطانيون أفارقة: السود الآخرون    | –              | –              | –              | –              | –              | –              | 1,461        |              | 1,095        | 0.35%        | 3,571        | 1.00%        | 3,030        | 0.8%         |
| مختلط أو مختلط بريطاني: المجموع             | –              | –              | –              | –              | –              | –              | –            | –            | 9,508        | 3.02%        | 17,169       | 4.82%        | 20,889       | 5.4%         |
| مختلط: أبيض وأسود منطقة البحر الكاريبي      | –              | –              | –              | –              | –              | –              | –            | –            | 1,670        | 0.53%        | 3,097        | 0.87%        | 3,505        | 0.9%         |
| مختلط: أبيض وأسود أفريقي                    | –              | –              | –              | –              | –              | –              | –            | –            | 1,590        | 0.51%        | 3,112        | 0.87%        | 3,747        | 1.0%         |
| مختلط: أبيض وآسيوي                          | –              | –              | –              | –              | –              | –              | –            | –            | 3,218        | 1.02%        | 5,882        | 1.65%        | 6,032        | 1.5%         |
| مختلط: مختلط آخر                            | –              | –              | –              | –              | –              | –              | –            | –            | 3,030        | 0.96%        | 5,078        | 1.42%        | 7,605        | 2.0%         |
| آخرون: المجموع                              | –              | –              | –              | –              | –              | –              | 5,990        | 2%           | 8,155        | 2.59%        | 17,315       | 4.86%        | 38,070       | 9.8%         |
| آخرون: عرب                                  |                |                | –              | –              | –              | –              | –            | –            | –            | –            | 5,210        | 1.46%        | 7,383        | 1.9%         |
| أخرون: أي مجموعة عرقية أخرى                 |                |                | –              | –              | –              | –              | 5,990        | 2%           | 8,155        | 2.59%        | 12,105       | 3.40%        | 30,687       | 7.9%         |
| أقلية عرقية: المجموع                        | –              | 2.5%           | –              | 5.6%           | 36,465         | 12.8%          | 54,015       | 18.4%        | 81,696       | 25.97%       | 127,833      | 35.87%       | 164,582      | 42.2%        |
|                                             |                |                |                |                |                |                |              |              |              |              |              |              |              |              |
| المجموع                                     | –              | 100%           | –              | 100%           | 284,319        | 100%           | 293,564      | 100%         | 314,564      | 100.00%      | 356,386      | 100.00%      | 389,344      | 100%         |

الإيمان في بارنت (2021)

### الدِين
| الدين         | 1995 التقديرات | 1995 التقديرات | 2001 التعداد | 2001 التعداد | 2021 التعداد | 2021 التعداد |
| الدين         | الرقم          | %              | الرقم        | %            | الرقم        | %            |
| ------------- | -------------- | -------------- | ------------ | ------------ | ------------ | ------------ |
| مسيحي         | –              | –              | 148,844      |              | 142,321      |              |
| اللادين       | –              | –              | 40,320       |              | 78,684       |              |
| مسلم          | –              | –              | 19,373       |              | 47,688       |              |
| لم يذكر الدين | –              | –              | 30,580       |              | 31,056       |              |
| هندوسي        | –              | –              | 21,011       |              | 22,105       |              |
| يهود          | 50,000         | 17%            | 46,686       |              | 56,616       |              |
| السيخ         | –              | –              | 1,113        |              | 1,524        |              |
| ديانة آخرى    | –              | –              | 3,215        |              | 5,192        |              |
| بوذي          | –              | –              | 3,422        |              | 4,158        |              |
| المجموع       | –              | 100%           | 314,564      |              | 389,344      |              |

## الاقتصاد
كانت مدينة تشيبينج بارنت مدينة سوق منذ القرن الثالث عشر أما باقي المنطقة فكانت زراعية. وفي عام 1588 منحت الملكة إليزابيث الأولى ميثاقًا إلى سيد مانور بارنت لعقد معرض للخيول مرتين سنويًا . وتم بناء أول مثال لمركز تسوق خارج المدينة على الطراز الأمريكي في برينت كروس في سبعينيات القرن العشرين. حيث يقع المقر الرئيسي لشركة ماكدونالدز في المملكة المتحدة في شرق فينشتي. وكان المقر الرئيسي لشركة العاب الأرجونوت في إدجوير.

## وسائل النقل

### سياسة النقل
قال عمدة لندن السابق كين ليفينغستون ذات مرة إن أجندة النقل في بارنت "معادية بشكل متهور للنقل العام ومعادية للمشاة ومعادية للدراجات" وأن بارنت أصبحت "تجربة معملية لبعض السياسات السيئة للغاية". وفي عام 2004 تمت إزالة مسارات الدراجات وخفض تمويل تدريب الدراجات من قبل المستشار المثير للجدل المؤيد لقيادة السيارات برايان كولمان.

### الطريق

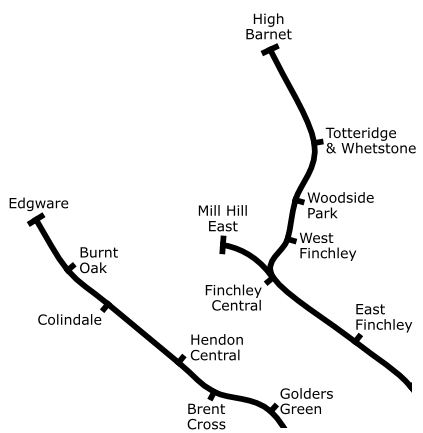
خدمات مترو لندن في بارنت

يعد الطريق إيه 5 طريقًا رئيسيًا يشكل جزءًا كبيرًا من الحدود الغربية للبلدة. وهو أيضًا أول طريق بناه الرومان في إنجلترا. وفي وقت لاحق أطلق عليه اسم الأنجلو ساكسوني واتلينغ ستريت. يمر الطريق الشمالي العظيم عبر البلدة بدءًا من شرق فينشتي ويعبر إلى هيرتفوردشاير في مونكين هادلي. وقد كان هذا طريقًا تدريبيًا تستخدمه حافلات البريد بين لندن ويورك وإدنبرة. كما وفرت النزل العديدة على الطريق أماكن للإقامة وإسطبلات للخيول ومركبات بديلة. وتم بناء قسم من الطريق A1 لتجاوز هذا الطريق عبر ميل هيل لينضم في النهاية إلى طريق رود الشمال العظيم في هاتفيلد.
تم بناء طريق فينتشلي كطريق سريع في ثلاثينيات القرن التاسع عشر لربط منطقة ويست إند بمدينة فينتشلي. وينقسم الطريق إيه 41 من طريق فينشلي قبل عبوره حدود البلدة مباشرة ويندمج لفترة وجيزة مع الطريق إيه1 عبر مل هل تاركًا البلدة في إدجوير.
الطريق الدائري الشمالي (أو إيه 406) هو جزء من الطريق المداري الشمالي للندن؛ فهو يعبر المنطقة من الشرق إلى الغرب ويربط بين جميع الطرق الرئيسية الأخرى. حيث تقع التقاطعات واحد واثنين وأربعة من الطريق السريع أم1 في البلدة. وتتواجد خدمات بوابة لندن في موقع التقاطع الثالث المهجور. كما يتم إدارة خطوط الحافلات في المنطقة من قبل هيئة النقل في لندن.

### السكك الحديدية
تخدم المنطقة الأقسام الشمالية من الخط الشمالي لمترو أنفاق لندن بما في ذلك جميع المحطات الشمالية الثلاث للخط (إيدجوير وهاي بارنت وميل هيل إيست). حيث تقع الأقسام السطحية لفروع هاي بارنيت وإدجوير بالكامل في البلدة. كما يظهر فرع هاي بارنيت قبل محطة إيست فينشلي مباشرةً. وفي محطة فينشلي سنترال يوجد فرع من محطة واحدة إلى محطة مل هل إست. ويستمر بقية الخط شمالاً عبر محطات ويست فينشلي ووودسايد بارك وتوتريدج وويتستون إلى المحطة النهائية في محطة هاي بارنيت.
يبدأ فرع إدجوير في محطة جولديرز جرين ويستمر الخط على سلسلة من الجسور العلوية عبر محطة برينت كروس إلى محطة هندون سنترال. وهنا يمر القطار عبر نفق قبل أن يستمر فوق سطح الأرض عبر محطات كوليندال وبيرنت أوك حتى يصل إلى المحطة النهائية في محطة إدجوير. كما يقع خط بيكاديللي على الرغم من أنه يقع في منطقة إنفيلد على مقربة شديدة من الحدود، حيث توجد حافلات في بارنت تعمل على توصيل الناس إلى المحطات.
هناك طريقان للسكك الحديدية الوطنية في بارنت. يمر خط ميدلاند الرئيسي عبر الحافة الغربية للبلدة ويخدمه تيمسلينك (من الشمال إلى الجنوب) في: ميل هيل برودواي وهندون وكريكلوود. حيث يعبر خط السكة الحديد الرئيسي للساحل الشرقي الزاوية الشمالية الشرقية للبلدة ويخدمه الطريق الشمالي العظيم في نيو بارنت وأوكلي بارك ونيو ساوثجيت (التي تمتد على الحدود مع بلدة إنفيلد في لندن).
كان هناك خط سكة حديد يربط بين جانبي البلدة وهو جزء من سكة حديد إدجوير وهايجيت ولندن والذي كان من المفترض أن يكون جزءًا من توسعة خط مترو الأنفاق الشمالي "نورثرن هايتس" ولكن خدمات نقل الركاب بالبخار بعد ميل هيل إيست انتهت في عام 1939، وتم التخلي في النهاية عن استكمال كهربة هذه السكة الحديدية في الخمسينيات من القرن العشرين، ويرجع ذلك في المقام الأول إلى أن التمديد الكامل كان من شأنه أن ينتهك قانون التخطيط الحضري والريفي لعام 1947 ( 10 و11 جيو. 6. ج. 51). وقد تم إزالة المسار الذي تم وضعه في الستينيات مع استخدام جزء صغير من قاعدة المسار لتوسيع الطريق السريع M1 في السبعينيات.

### السفر للعمل
في مارس/آذار 2011 كانت وسائل النقل الرئيسية التي يستخدمها السكان الذين تتراوح أعمارهم بين 16 و74 عاماً للتنقل إلى العمل (معبراً عنها كنسب مئوية من إجمالي السكان الذين تتراوح أعمارهم بين 16 و74 عاماً):
| طريقة النقل                                 | نسبة مئوية |
| ------------------------------------------- | ---------- |
| ليس في العمل                                | 33.9%      |
| قيادة سيارة أو شاحنة                        | 24.1%      |
| مترو الأنفاق والمترو والقطار الخفيف والترام | 17.3%      |
| حافلة أو حافلة صغيرة أو حافلة سياحية        | 7.9%       |
| العمل بشكل رئيسي في المنزل أو منه           | 4.9%       |
| على الأقدام                                 | 4.1%       |
| قطار                                        | 3.9%       |
| راكب في سيارة أو شاحنة صغيرة                | 1.4%       |
| دراجة                                       | 0.9%       |

## الخدمات العامة

### الصحة
تقوم مجموعة بارنت للتكليف السريري بتكليف خدمات أن أتش أس لسكان بارنت. وتشمل مقدمي الرعاية الصحية النشطين في بارنت مؤسسة رويال فري لندن التابعة لهيئة الخدمات الصحية الوطنية التي تدير مستشفى بارنت ومستشفى تشيس فارم وبعض العيادات في مستشفى إدجوير المجتمعي ومؤسسة صندوق هيئة الخدمات الصحية الوطنية للرعاية الصحية المجتمعية بوسط لندن والتي تدير مستشفى فينشلي التذكاري وخدمات أخرى في مستشفى إدجوير المجتمعي.

### خدمات الطوارئ
تستجيب خدمة الإسعاف في لندن لحالات الطوارئ الطبية في المنطقة. كما يتم توفير خدمات الشرطة في وزارة الداخلية في المنطقة من قبل دائرة شرطة العاصمة. وهناك مركزان للشرطة في البلدة في: كوليندال وبارنت. على الرغم من أن كوليندال فقط مفتوحة للجمهور. ومركز بيل في هندون هو كلية شرطة العاصمة.
يتم توفير خدمة إطفاء الحرائق الطارئة بموجب القانون من قبل لواء إطفاء لندن. بحيث هناك أربع محطات إطفاء تعمل في منطقة بارنت. ويتم حشدهم لحماية حوالي 330 ألف شخص. كما تشمل المخاطر الرئيسية التي تم تحديدها في المنطقة مركز برينت كروس للتسوق ومستشفى كوبيتس وود ومستشفى بارنت. ومن بين المحطات الأربع يتم تشغيل ستة أجهزة ضخ ووحدة دعم تشغيلية واحدة ومضخة عالية الحجم.

### التعليم
تحتوي منطقة بارنت في لندن على 86 مدرسة ابتدائية و22 مدرسة ثانوية وأربع مدارس خاصة. كما أن كلية وودهاوس هي كلية حكومية للتعليم السادس في موقع واحد في شمال فينشتي . والكلية الرئيسية في البلدة هي كلية بارنت ولها خمسة مواقع  حيث يقع الحرم الجامعي الرئيسي لجامعة ميدلسكس في هندون. وتمتلك كلية لندن الجامعية مرصدها التعليمي في ميل هيل.

### المكتبات
توجد 15 مكتبة تديرها المجالس المحلية في منطقة بارنت بلندن، بالإضافة إلى خدمات المكتبة المتنقلة والمكتبة المنزلية ومكتبة محلية للدراسات والأرشيف.

## المدن التوأم والمدن الشقيقة

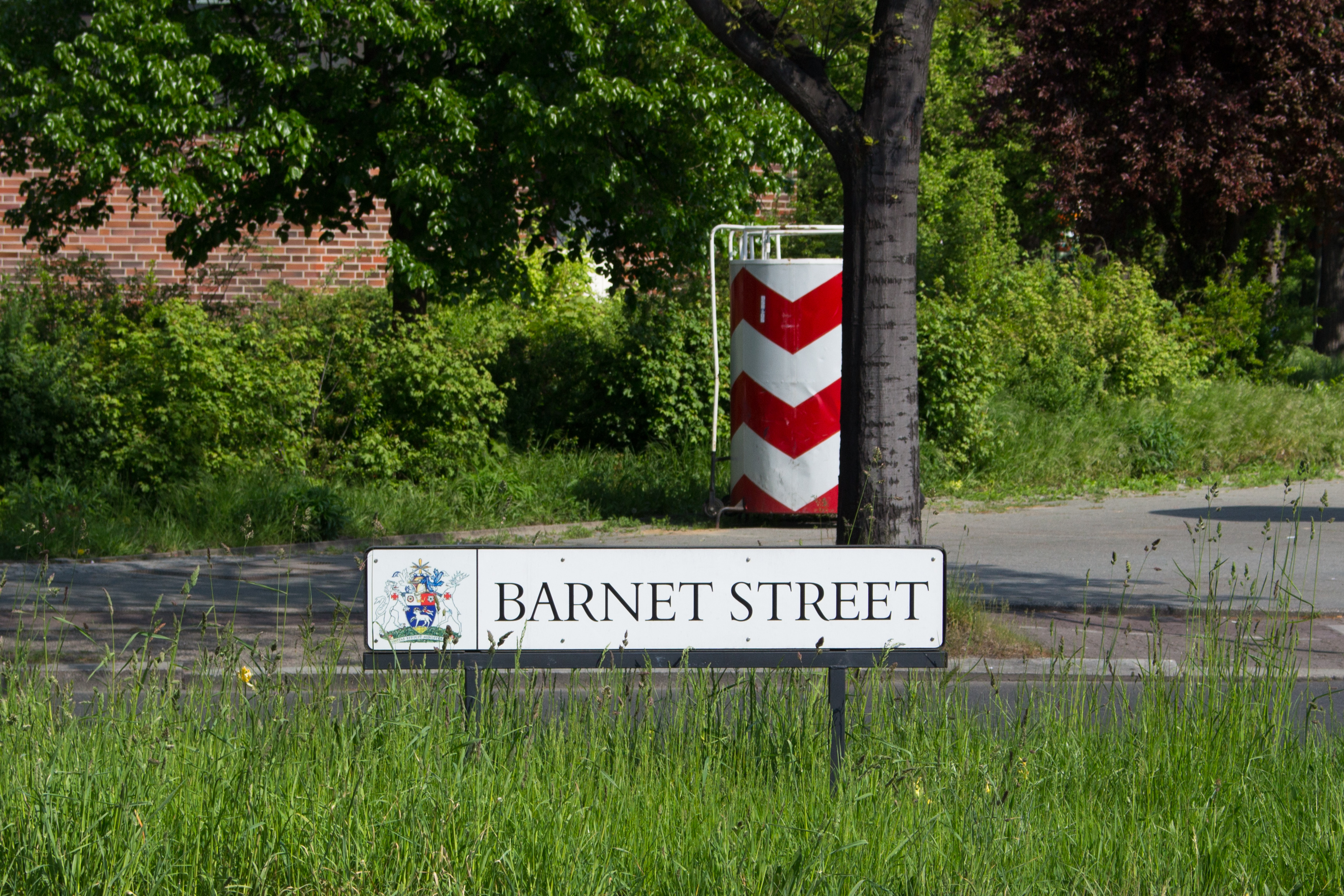
علامة الشارع "شارع بارنيت" (Barnetstraße) في منطقة تمبلهوف -شونبيرج في برلين. ويوجد في المنطقة أيضًا شوارع تسمى Hendonstraße وFinchleystraße

- بلدة مونتكلير في مقاطعة إسيكس بنيوجيرسي في الولايات المتحدة
- شافيل في أوت دو سين بإيل دو فرانس في فرنسا
- لو رينسي في سين سان دوني بإيل دو فرانس في فرنسا
- مورفو في قبرص
- بوكارا في النيبال[63]
- رمات غان[64][65]
- سيجن فيتجنشتاين في شمال الراين وستفاليا في ألمانيا
- تمبلهوف - شونبيرج ببرلين في ألمانيا

## حرية البلدة
وقد حصل الأشخاص والوحدات العسكرية التالية على وسام حرية بلدة بارنت.

### فرادى
- مارغريت تاتشر: 6 فبراير 1980.[66][67]

### الوحدات العسكرية
- أتش أم أس الفارس آر أن: 20 ديسمبر 1941. (مُنح من قبل مجلس منطقة شرق بارنت الحضرية)
- أتش أم أس كرومر آر أن: 14 مارس 1942. (مُنح من قبل مجلس منطقة شرق بارنت الحضرية)
- أتش أم أس فانتوم آر أن: 28 مارس 1942. (مُنح من قبل مجلس مقاطعة فريرن بارنت الحضري)
- فوج الملكة: 16 أبريل 1970.
- 240 (هيرتفوردشاير) سرب فيلق النقل الملكي (المتطوعين):21 أكتوبر 1979.
- السرية ب 6/7 (متطوعة) كتيبة فوج الملكة: 1979.
- 3 الكتيبة العاشرة (المتطوعين). فوج المظلة: 1979.
- فيلق المهندسين الملكي:24 يوليو 1982.
- سلاح الجو الملكي البريطاني هندون: 29 يوليو 1986.
- الهيئة اللوجستية الملكية، خدمات البريد والبريد السريع: 19 أبريل 1994.
- الفوج الملكي لأميرة ويلز: 23 فبراير 1998.

- متحف القوات الجوية الملكية: 26 أكتوبر 2018.[69]

### الفرق الرياضية
- نادي ساراسينز للرجبي: 20 فبراير 2018.[70]

## قراءة إضافية
- Hewlett، Janet؛ وآخرون (1997). Nature Conservation in Barnet. London Ecology Unit. ISBN:1-871045-27-4.

## روابط خارجية
- موقع مجلس بارنت على شبكة الإنترنت
- “الحدائق والمساحات المفتوحة في منطقة بارنت”. لندن بورو أوف بارنت. مؤرشفة من الأصلي في 29 أكتوبر 2012.
- حدائق ومنتزهات بارنت، حدائق لندن على الإنترنت
- موقع جمعية بارنت على شبكة الإنترنت

51°37′31″N 0°09′10″W / 51.6254°N 0.1527°W